# Contea di Tom Green
La contea di Tom Green in inglese Tom Green County è una contea dello Stato del Texas, negli Stati Uniti. La popolazione al censimento del 2010 era di 110 224 abitanti. Il capoluogo di contea è San Angelo. La contea è stata creata nel 1874 ed organizzata nel l'anno successivo.

## Geografia
| Anno | Popolazione | ±%     |
| ---- | ----------- | ------ |
| 1880 | 3,615       | Note:  |
| 1890 | 5,152       | 42.5%  |
| 1900 | 6,804       | 32.1%  |
| 1910 | 17,882      | 162.8% |
| 1920 | 15,210      | −14.9% |
| 1930 | 36,033      | 136.9% |
| 1940 | 39,302      | 9.1%   |
| 1950 | 58,929      | 49.9%  |
| 1960 | 64,630      | 9.7%   |
| 1970 | 71,047      | 9.9%   |
| 1980 | 84,784      | 19.3%  |
| 1990 | 98,458      | 16.1%  |
| 2000 | 104,010     | 5.6%   |
| 2010 | 110,224     | 6.0%   |

Secondo l'Ufficio del censimento degli Stati Uniti d'America la contea ha un'area totale di 1541 miglia quadrate (3990 km²), di cui 1522 miglia quadrate (3940 km²) sono terra, mentre 19 miglia quadrate (49 km², corrispondenti all'1,2% del territorio) sono costituiti dall'acqua.

### Strade principali
- U.S. Highway 67
- U.S. Highway 87
- U.S. Highway 277

### Contee adiacenti
- Coke County (nord)
- Runnels County (nord-est)
- Concho County (est)
- Schleicher County (sud)
- Irion County (ovest)
- Reagan County (ovest)
- Sterling County (nord-ovest)
- Menard County (sud-est)

## Istruzione
Nella contea sono presenti i seguenti distretti scolastici:
- Christoval ISD
- Grape Creek ISD
- Miles ISD
- San Angelo ISD
- Veribest ISD
- Wall ISD
- Water Valley ISD

### College
- Howard College
- Angelo State University